# Alpine Lakes Wilderness
Alpine Lakes Wilderness est une zone restée à l'état sauvage et protégée, située dans l'État de Washington, aux États-Unis. Cette aire se situe dans la région de la Chaîne des Cascades. Cet espace est approximativement délimité par l'Interstate 90 et la Passe Snoqualmie au sud et par l'U.S. Route 2 et la Passe Stevens au nord.
Il s'étend sur 1 594 km2.

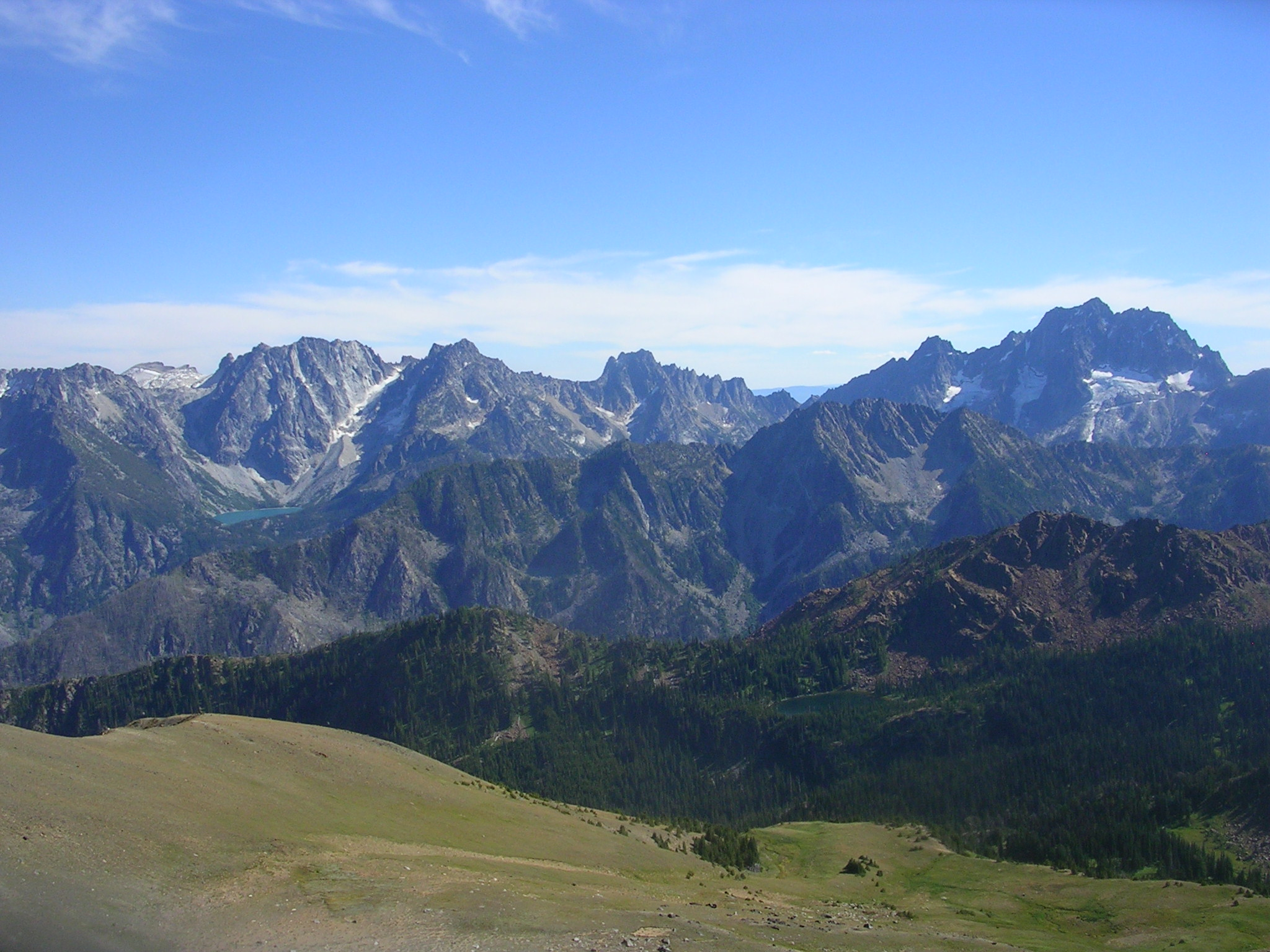
Les Montagnes Wenatchee
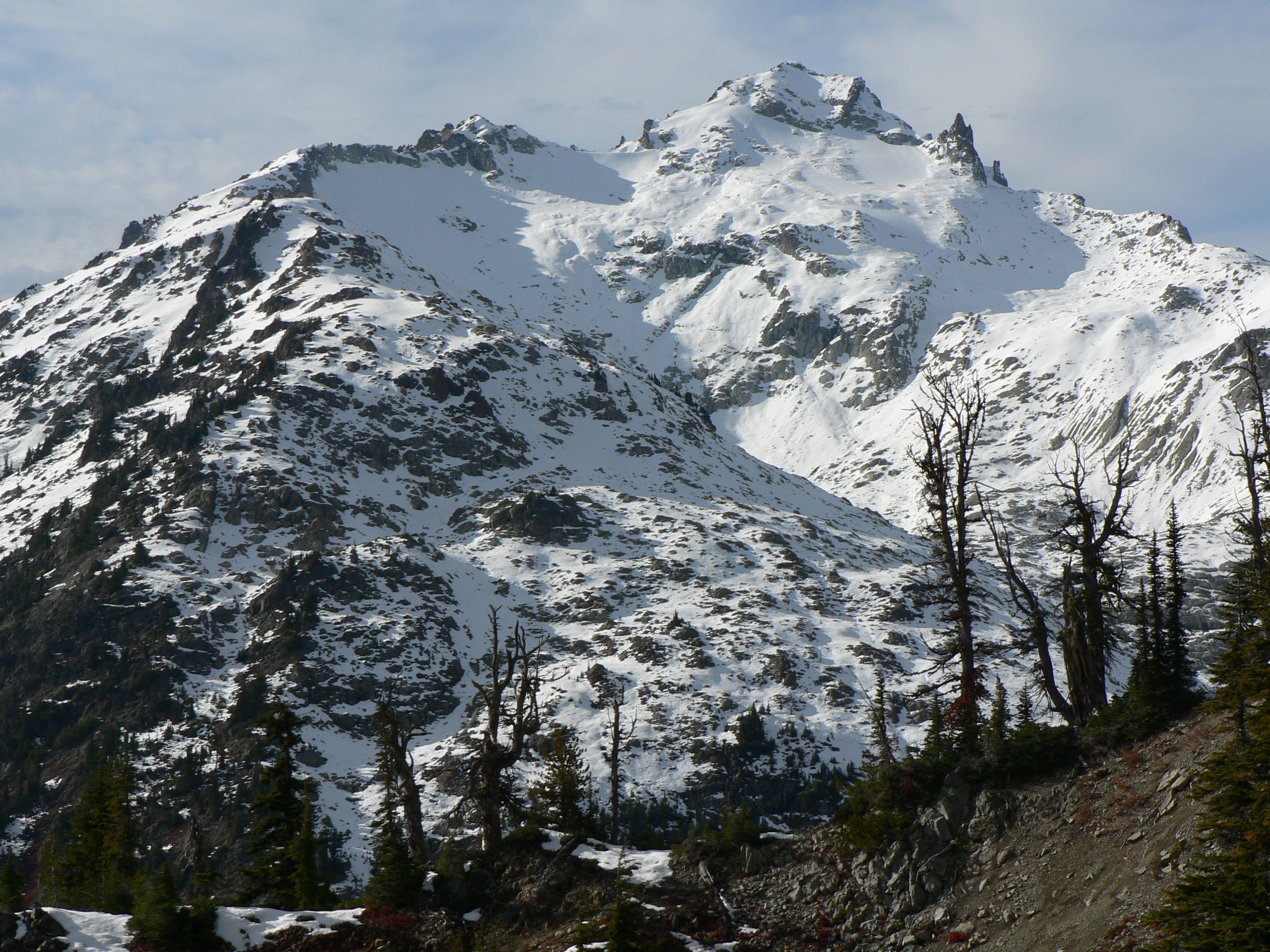
Mont Daniel